# إيرفين بروكس
إيرفين بروكس (بالإنجليزية: Irvin Brooks)‏ هو لاعب كرة قاعدة أمريكي، ولد في 5 يونيو 1891 في كي ويست في الولايات المتحدة، وتوفي في 4 فبراير 1966.